# Štěpán Kučera
Štěpán Kučera (Praga, República Checa, 11 de junio de 1984), futbolista checo. Juega de defensa y su actual equipo es el Sparta de Praga de la Gambrinus Liga de República Checa.

## Clubes
| Club            | País            | Año       |
| --------------- | --------------- | --------- |
| Sparta de Praga | República Checa | 2003-2006 |
| FK Jablonec     | República Checa | 2006      |
| Sparta de Praga | República Checa | 2007      |
| Club Brujas     | Bélgica         | 2007-2008 |
| Sparta de Praga | República Checa | 2008-     |

- Datos: Q392580
- Multimedia: Štěpán Kučera / Q392580